# Grigg (cràter)

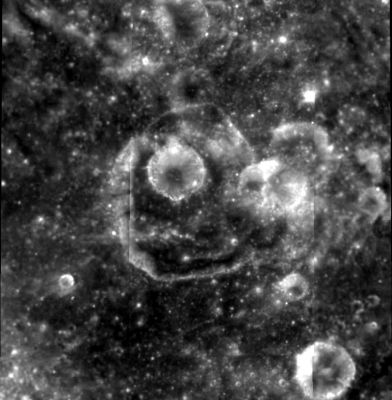
Fotografia de la missió Clementine (1994)

Grigg és un cràter d'impacte situat en la cara oculta de la Lluna, en la perifèria nord de la gran plana emmurallada del cràter Hertzsprung, al sud-oest del cràter Fersman i al sud-est de Poynting.

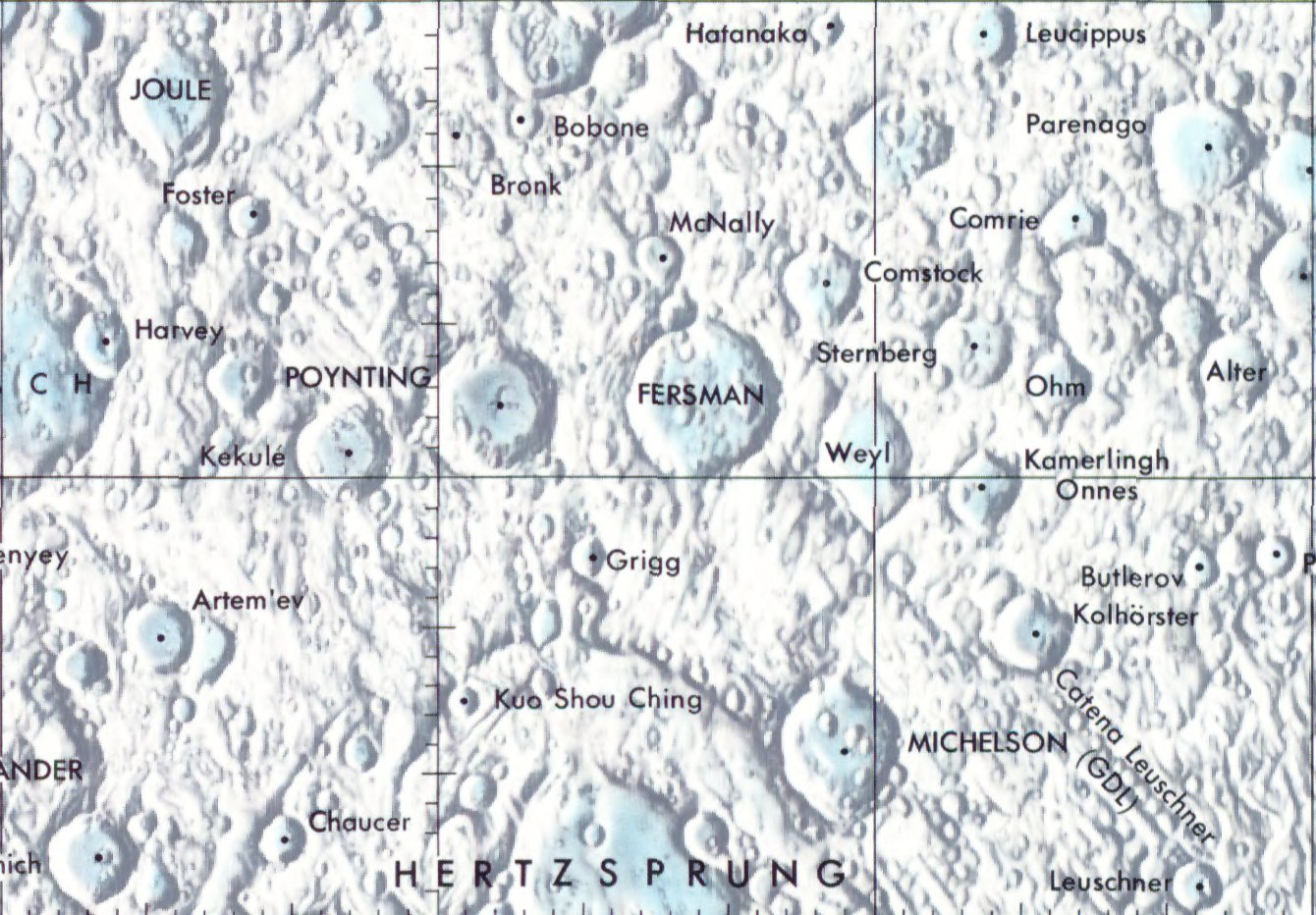
Localització de Grigg

La forma del cràter és aproximadament un cercle, però amb un contorn considerablement irregular. Un petit cràter travessa la seva vora oriental, amb un altre petit impacte que ocupa la part nord-oest del sòl interior.

## Cràters satèl·lit
Per convenció aquests elements són identificats en els mapes lunars posant la lletra en el costat del punt central del cràter que està més prop de Grigg.
|       | \| Grigg \| Coordenades \| Diàmetre \| \| ----- \| ---------------------------------------- \| -------- \| \| E \| 13° 31′ N, 125° 41′ O / 13.51°N,125.68°O \| 10.4 km \| \| P \| 10° 31′ N, 131° 35′ O / 10.52°N,131.59°O \| 32 km \| |          |
| Grigg | Coordenades | Diàmetre |
| E     | 13° 31′ N, 125° 41′ O / 13.51°N,125.68°O | 10.4 km  |
| P     | 10° 31′ N, 131° 35′ O / 10.52°N,131.59°O | 32 km    |

El cràter satèl·lit Grigg E va ser aprovat per la UAI el 25 de juliol de 2017.

### Altres referències
- (WGPSN), IAU Working Group for Planetary System Nomenclature. «Gazetteer of Planetary Nomenclature. 1:1 Million-Scale Maps of the Moon» (en anglès).  UAI / USGS, 13-02-2013. [Consulta: 6 abril 2016].
- Andersson, L. E.; Whitaker, E. A.,. NASA Catalogue of Lunar Nomenclature (en anglès).  NASA RP-1097, 1982.
- Blue, Jennifer. «Gazetteer of Planetary Nomenclature» (en anglès).  USGS, 25-07-2007. [Consulta: 2 gener 2012].
- Bussey, B.; Spudis, P.. The Clementine Atlas of the Moon (en anglès).  Nueva York: Cambridge University Press, 2004. ISBN 0-521-81528-2.
- Cocks, Elijah E.; Cocks, Josiah C.. Who's Who on the Moon: A Biographical Dictionary of Lunar Nomenclature (en anglès).  Tudor Publishers, 1995. ISBN 0-936389-27-3.
- McDowell, Jonathan. «Lunar Nomenclature» (en anglès).   Jonathan's Space Report, 15-07-2007. [Consulta: 2 gener 2012].
- Menzel, D. H.; Minnaert, M.; Levin, B.; Dollfus, A.; Bell, B. «Report on Lunar Nomenclature by The Working Group of Commission 17 of the IAU» (en anglès). Space Science Reviews, 12, 1971, pàg. 136.
- Moore, Patrick. On the Moon (en anglès).  Sterling Publishing Co, 2001. ISBN 0-304-35469-4.
- Price, Fred W. The Moon Observer's Handbook (en anglès).  Cambridge University Press, 1988. ISBN 0521335000.
- Rükl, Antonín. Atlas of the Moon (en anglès).  Kalmbach Books, 1990. ISBN 0-913135-17-8.
- Webb, Rev. T. W.. Celestial Objects for Common Telescopes, 6ª edición revisada (en anglès).  Dover, 1962. ISBN 0-486-20917-2.
- Whitaker, Ewen A. Mapping and Naming the Moon (en anglès).  Cambridge University Press, 2003. 978-0-521-54414-6.
- Wlasuk, Peter T. Observing the Moon (en anglès).  Springer, 2000. ISBN 1-85233-193-3.